# Рахими, Захра
Захра Рахими (перс. زهرا رحیمی‎; род. 2 ноября 2008) — иранская паратхэквондистка. Серебряная призёрка летних Паралимпийских игр 2024.

## Биография
Начала заниматься спортом в возрасте 7 лет в Табризе. В 2024 году завоевала «золото» на чемпионате Азии во вьетнамском городе Дананг.
29 августа 2024 года на летних Паралимпийских играх 2024 в Париже 15-летняя Захра Рахими соревновалась в весовой категории до 52 кг. Она победила в 1/8 финала китаянку Шао Цянь, в четвертьфинале — бразильскую спортсменку Марию Эдуарду Макуду Стумпф, в полуфинале — грузинку Ану Джапаридзе. В финале Рахими проиграла монгольской тхэквондистке Суренжав Уламбаяр и завоевала серебряную медаль Паралимпиады-2024.